# Hovborg
Hovborg is een plaats in de Deense regio Zuid-Denemarken, gemeente Vejen. De plaats telt 398 inwoners (2020).